# Arsenal Kiew
Der FK Arsenal Kiew (ukrainisch ФК Арсенал Київ, FK Arsenal Kyjiw; russisch ФК Арсенал Киев) ist ein ukrainischer Fußballverein in Kiew, der in der Premjer-Liha spielt. Die Vereinsfarben sind rot und blau. Der von Juli 2009 an im Besitz des ukrainischen Millionärs Wadym Rabinowytsch befindliche Verein stieg am 30. Oktober 2013 aus dem laufenden Spielbetrieb aus und meldete Insolvenz an. Das Arsenal-Team, das im Jahr 2001 neu gegründet wurde, ging Ende 2013 in Konkurs, aber der Verein wurde bald reformiert und spielte anfangs als Amateur-Team in der Kiev-City-League-Wettbewerb. Im Januar 2014 hat eine Initiativgruppe von ehemaligen Klubspielern und Fans mit Hilfe des Kiewer Geschäftsmannes und Rallyefahrers Oleksiy Kikireshko den Klub als FC Arsenal-Kyiv neu gegründet. Nach seinem letzten Spiel der Kiewer Stadtmeisterschaft am 9. November 2014, das vom FC Arsenal-Kiew gewonnen wurde, gab der Präsident des Klubs Kikireshko bekannt, dass der Klub einen vorläufigen Antrag auf die Teilnahme in der ukrainischen zweiten Liga für 2015-16 eingereicht hat dieser angenommen wurde. Seit 2018 ist Ivica Pirić Miteigentümer (50%).

## Geschichte

### Namen
Arsenal Kiew hatte in seiner Vereinsgeschichte sehr oft den Namen geändert, weshalb sich auch oft andere Gründungsdaten finden als oben angegeben, vor allem 1993 und 2001.
- 1934 – Gründung als UWO Charkow
- 1934 – Umbenennung in UWO Kiew
- 193? – Umbenennung in DO Kiew
- 1947 – Umbenennung in ODO Kiew
- 1948 – Rückbenennung in DO Kiew
- 1954 – Rückbenennung in ODO Kiew
- 1957 – Umbenennung in OSK Kiew
- 1957 – Umbenennung in SKWO Kiew
- 1960 – Umbenennung in SKA Kiew
- 1972 – Umbenennung in Komanda goroda Tschernihiw
- 1973 – Umbenennung in SK Tschernihiw
- 1976 – Umbenennung in SKA Kiew
- 1992 – Umbenennung in FK WS Orijana Kiew
- 1993 – Umbenennung in FK ZSK WSU Kiew
- 1995 – Fusion mit FK Boryspol zu FK ZSKA-Borysfen Boryspol
- 1995 – Umbenennung in FK ZSKA-Borysfen Kiew
- 1996 – Auflösung der Fusion und Wiedergründung von ZSKA Kiew
- 2001 – Umbenennung in Arsenal Kiew

### Liga- und Pokalgeschichte
| Saison  | Liga            | Platz     | Sp. | S. | U. | N. | Tore  | +/− | Punkte | Pokal             | Europa                | Europa                 |
| ------- | --------------- | --------- | --- | -- | -- | -- | ----- | --- | ------ | ----------------- | --------------------- | ---------------------- |
| 1995/96 | Wyschtscha Liha | 4         | 34  | 15 | 11 | 8  | 47:27 | +20 | 56     | Sechzehntelfinale |                       |                        |
| 1996/97 | Wyschtscha Liha | 11        | 30  | 9  | 8  | 13 | 33:35 | −2  | 35     | Halbfinale        |                       |                        |
| 1997/98 | Wyschtscha Liha | 13        | 30  | 9  | 6  | 15 | 30:35 | −5  | 33     | Zweiter           |                       |                        |
| 1998/99 | Wyschtscha Liha | 7         | 30  | 11 | 10 | 9  | 37:35 | −2  | 43     | Achtelfinale      | Pokal der Pokalsieger | Erste Runde            |
| 1999/00 | Wyschtscha Liha | 10        | 30  | 9  | 8  | 13 | 31:36 | −5  | 35     | Viertelfinale     |                       |                        |
| 2000/01 | Wyschtscha Liha | 6         | 26  | 10 | 10 | 6  | 30:23 | +7  | 40     | Finalist          |                       |                        |
| 2001/02 | Wyschtscha Liha | 12        | 26  | 6  | 5  | 15 | 18:28 | −10 | 23     | Viertelfinale     | UEFA-Pokal            | Zweite Runde           |
| 2002/03 | Wyschtscha Liha | 5         | 30  | 16 | 8  | 6  | 24:25 | −1  | 56     | Viertelfinale     |                       |                        |
| 2003/04 | Wyschtscha Liha | 9         | 30  | 10 | 7  | 13 | 38:44 | −6  | 37     | Achtelfinale      |                       |                        |
| 2004/05 | Wyschtscha Liha | 9         | 30  | 9  | 10 | 11 | 30:33 | −3  | 37     | Sechzehntelfinale |                       |                        |
| 2005/06 | Wyschtscha Liha | 12        | 30  | 9  | 8  | 13 | 31:39 | −8  | 35     | Viertelfinale     |                       |                        |
| 2006/07 | Wyschtscha Liha | 14        | 30  | 7  | 9  | 14 | 28:44 | −16 | 30     | Erste Runde       |                       |                        |
| 2007/08 | Wyschtscha Liha | 6         | 30  | 11 | 9  | 10 | 42:36 | +6  | 42     | Achtelfinale      |                       |                        |
| 2008/09 | Premjer-Liha    | 11        | 30  | 8  | 8  | 14 | 26:33 | −7  | 32     | Achtelfinale      |                       |                        |
| 2009/10 | Premjer-Liha    | 7         | 30  | 11 | 9  | 10 | 44:41 | +3  | 42     | Sechzehntelfinale |                       |                        |
| 2010/11 | Premjer-Liha    | 9         | 30  | 10 | 7  | 13 | 36:38 | −2  | 37     | Halbfinale        |                       |                        |
| 2011/12 | Premjer-Liha    | 5         | 30  | 14 | 9  | 7  | 44:27 | +17 | 51     | Viertelfinale     |                       |                        |
| 2012/13 | Premjer-Liha    | 8         | 30  | 10 | 9  | 11 | 34:41 | −7  | 39     | Viertelfinale     | UEFA Europa League    | 3. Qualifikationsrunde |
| 2013/14 | Premjer-Liha    | Insolvenz |     |    |    |    |       |     |        | Achtelfinale      |                       |                        |
| 2015/16 | Druha Liha      | 6         | 26  | 13 | 4  | 9  | 37:30 | +7  | 43     | Sechzehntelfinale |                       |                        |
| 2016/17 | Perscha Liha    | 10        | 34  | 12 | 9  | 13 | 38:39 | −1  | 45     | Sechzehntelfinale |                       |                        |
| 2017/18 | Perscha Liha    | 1         | 34  | 23 | 6  | 5  | 59:23 | +36 | 75     | Achtelfinale      |                       |                        |

### Europapokalbilanz
| Saison  | Wettbewerb                  | Runde                  | Gegner              | Gesamt | Hin      | Rück    |
| ------- | --------------------------- | ---------------------- | ------------------- | ------ | -------- | ------- |
| 1998/99 | Europapokal der Pokalsieger | Qualifikation          | Cork City FC        | 3:2    | 1:2 (A)  | 2:0 (H) |
| 1998/99 | Europapokal der Pokalsieger | 1. Runde               | Lokomotive Moskau   | 1:5    | 0:2 (H)  | 1:3 (A) |
| 2001/02 | UEFA-Pokal                  | Qualifikation          | FC Jokerit          | 4:0    | 2:0 (H)  | 2:0 (A) |
| 2001/02 | UEFA-Pokal                  | 1. Runde               | Roter Stern Belgrad | 3:2    | 3:2 (H)  | 0:0 (A) |
| 2001/02 | UEFA-Pokal                  | 2. Runde               | FC Brügge           | 0:7    | 0:2 (H)  | 0:5 (A) |
| 2012/13 | UEFA Europa League          | 3. Qualifikationsrunde | ND Mura 05          | 2:3    | 00:3 (H) | 2:0 (A) |

Gesamtbilanz: 12 Spiele, 5 Siege, 1 Unentschieden, 6 Niederlagen, 13:19 Tore (Tordifferenz −6)

## Trainer
- József Szabó (1978)
- Mychajlo Fomenko (1994–1996, 2000–2001)
- Bernd Stange (1996)
- Oleksandr Sawarow (2005–2010)

## Ominöse Todesfälle
In die Schlagzeilen geriet Arsenal Kiew, als Anfang 2004 zwei Spieler unvorhergesehen ums Leben kamen: Nachdem im Januar zunächst der 23-jährige georgische Nationalspieler Schalwa Apchasawa in seiner Wohnung an einem Herzinfarkt verstorben war, brach der 18-jährige Nachwuchsspieler Andrij Pawizki beim Training aus ungeklärten Gründen zusammen und starb ebenfalls. Diese beiden Todesfälle waren zwei herbe Rückschläge für den Verein, der ohnehin in finanziellen Schwierigkeiten steckte – die Stadtverwaltung, die zahlreiche Sportbeteiligungen ihr Eigen nannte, bemühte sich, diese abzustoßen. Aus diesen Gründen hatte der FK Arsenal Kiew in den letzten Jahren seines Bestehens finanziell stark zu kämpfen; um mehr Geld zu bekommen, wurden viele Spieler verliehen.

## Erfolge

### National
Die größten Erfolge im heimischen Fußballgeschehen konnten in den Jahren 1996, 1998 und 2001 verbucht werden:
- 1996: Platz 4
- 1998 und 2001: Vizepokalsieger

### International
Im internationalen Wettbewerb konnte Arsenal bei zwei Teilnahmen durchaus überzeugen; 1998/99 konnte im Pokal der Pokalsieger die zweite Runde erreicht werden, 2001/02 im UEFA-Cup ebenfalls die zweite, nachdem man in der ersten Runde den serbischen Vertreter Roter Stern Belgrad geschlagen hatte.